# Médaille et prix Fred Hoyle
Le Fred Hoyle Medal and Prize (médaille et prix Fred Hoyle en français) est une distinction décernée par l'Institute of Physics de Londres pour récompenser les réalisations en astrophysique, physique gravitationnelle et cosmologie. Le prix doit son nom à l’astronome Britannique Fred Hoyle qui a formulé la théorie de la nucléosynthèse stellaire. Le prix prend la forme d'une médaille en argent à effigie de Hoyle et est accompagné d'un prix de 1 000 £. Créé en 2008 il est décerné bisannuellement de 2008 à 2016, puis annuellement à partir de 2017.

## Récipiendaires
Voici la liste des récipiendaires du prix depuis 2008 :
- 2008 : Michael Rowan-Robinson, pour ses travaux sur l'astronomie infrarouge et submillimétrique [3].
- 2010 : Carlos Frenk, pour ses travaux sur la modélisation de la matière noire froide.
- 2012 : David Lyth, pour ses travaux sur la cosmologie des particules[4].
- 2014 : Tony Bell, pour ses travaux sur le rayonnement cosmique[5].
- 2016 : Sheila Rowan, pour ses travaux sur les interféromètres laser[6].
- 2017 : Jane Greaves, pour ses travaux sur la formation des planètes et l'habitabilité des exoplanètes[7].
- 2018 : Hiranya Peiris, pour ses travaux sur les structures cosmiques[8],[9],[10].
- 2019 : Gilles Chabrier, pour ses nombreux travaux en astrophysiques[11],[12].
- 2020 : William Chaplin (de), pour ses travaux sur la structure stellaire[13].
- 2021 : Roger Davies (en), pour son travail influent sur l'origine et l'évolution des galaxies, avec des applications uniques dans les études de structures à grande échelle[14].
- 2024 : Isabelle Baraffe, pour ses recherches pionnières en astrophysique théorique qui ont révolutionné la compréhension de la structure et de l’évolution des étoiles et des planètes[15].